# Andreas Metaxas

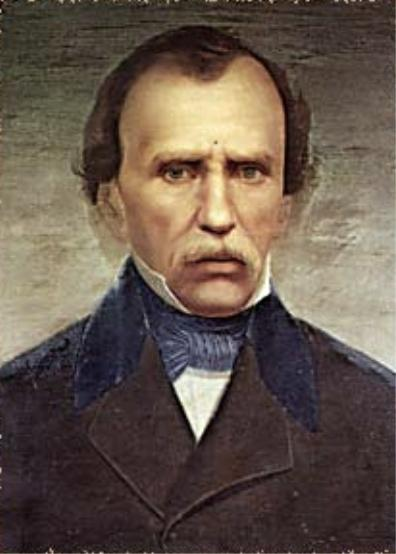
Andreas Metaxas.

Andreas Metaxas (Grieks: Ανδρέας Μεταξάς) (Kefalonia, 1790 - Athene, 8 september 1860) was een Grieks politicus en eerste minister.

## Levensloop
In 1827 vergezelde Metaxas Ioannis Kapodistrias tijdens de Griekse Onafhankelijkheidsoorlog naar Griekenland en werd hij benoemd tot minister van Defensie. Metaxas was een echte aanhanger van Kapodistrias en nadat Kapodistrias in 1831 vermoord was, werd hij lid van de voorlopige regering tot de komst van koning Otto in 1833. 
Na de komst van Otto werd Metaxas ambassadeur in Madrid en later in Lissabon. Intussen was hij ook de leider van de Russische Partij.
In 1840 werd hij teruggeroepen naar Griekenland en tot minister van Defensie benoemd. Na de Griekse revolutie van 3 september 1843 werd hij op 15 september 1843 benoemd tot eerste minister en behield dit mandaat tot 28 februari 1844. Na zijn premierschap was Metaxas van 1850 tot 1854 ambassadeur in Istanbul.
- Gemeinsame Normdatei: 11694403X
- Virtual International Authority File: 8152647
- WorldCat: E39PBJh8HgWDdKmQRCcqdQkYyd